# Yehuda Leib Tsirelson

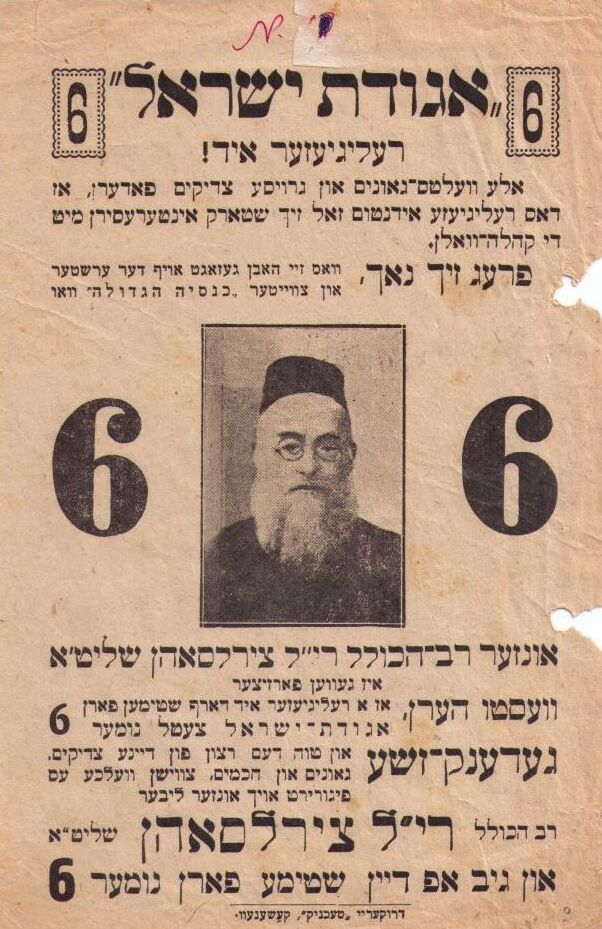
Poster de campanie

Leib Yehuda Tsirelson (n. 13/24 decembrie 1859, Ucraina – d. 6 iulie 1941, Chișinău) a fost un teolog iudaic, care a îndeplinit funcția de Șef-Rabin al Comunității Evreilor din Basarabia, cu sediul la Chișinău (1908-1941).

## Biografie
S-a născut în anul 1859 în localitatea Kozeleț, gubernia Cernigov (Ucraina de astăzi), în familia rabinului Moishe Haim Tsirelson. La vârsta de 19 ani a devenit rabin, titlu primit de la Seminarul Rabinic din Priluki. Din acea perioadă, a început să scrie articole în limbile ebraică, idiș și rusă în diferite periodice ale vremii în care prezenta ideea năzuinței evreilor de a avea un stat în Palestina.
În anul 1898 a participat la prima conferință a tuturor sioniștilor ruși, organizată la Varșovia. Inițial a suportat mișcarea Mizrahi, dar ulterior a devenit mai moderat. A fost ales în anul 1908 ca Șef-Rabin al Comunității Evreilor din Basarabia, cu sediul la Chișinău. În această calitate, rabinul Tsirelson a fost membru al Dumei din Rusia (Camera inferioară a Parlamentului țarist).
În anul 1911 a fost unul dintre semnatarii scrisorii celor 300 de rabini ruși care condamnau procesul antisemit al afacerii Beilis. În același an a primit titlul de cetățean de onoare al Imperiului Rus. În anul 1912 s-a aflat printre liderii iudaici și rabinii care au fondat mișcarea Agudat Israel.
În anul 1918 Basarabia a devenit parte a României, iar rabinul Tsirelson a fost nominalizat ca șef-rabin al întregii Basarabii. A dezvoltat un sistem de educație iudaică, începând cu grădinițe și terminând cu ieșiva, unde au fost formați viitori rabini proeminenți, cum au fost cei din Rîbnița și Buhuși.
Rabinul Tsirelson era un filozof și un promotor al înțelegerii religioase. El a fost publicist și liderul Comitetului Rabinic. Cu ajutorul guvernului rus, a acordat ajutor refugiaților din primul război mondial. A fost de asemenea un luptător energic pentru drepturile evreilor din România. Rabinul Tsirelson a fost una din marile autorități talmudice ale timpului său, unul dintre fondatorii și conducătorii mișcării ultraortodoxe „Agudat Israel” din Chișinău (1920), care a devenit ulterior autonomă. A prezidat două consilii ale „Agudat Israel” în 1923 și 1929. În anul 1923, a sprijinit ideile lui Yehuda Meir Shapira. 
În anul 1920, având suficiente cunoștințe de limba română, a fost ales să-i reprezinte pe evreii din Basarabia în Senatul României. În anul 1922 a rămas singurul reprezentant al evreilor în legislativul României. A participat în anul 1923 la ceremonia încoronării regelui Ferdinand I al României. El a îndeplinit pentru o perioadă și funcția de primar al municipiului Chișinău, atunci când Basarabia a revenit în componența României. El a protestat în Senat împotriva exceselor antisemite. La propunerea ministrului de interne Octavian Goga, Senatul a votat în unanimitate să nu includă cuvântul rabinului Tsirelson în jurnalul oficial al dezbaterilor. Dezgustat, bătrânul conducător evreu a părăsit clădirea Senatului și a demisionat din acest for în anul 1926. 
În Basarabia, pe de o parte, acțiunea rabinului Tsirelson din Chișinău și a celorlalte comunități a menținut și a dezvoltat ieșivot și hedarim, pe de altă parte o vastă rețea de școli Tarbut-Sioniste au dat, în această regiune, noilor generații un caracter național-evreiesc. 

Mormântul rabinului Leib Yehuda Tsirelson.

După ocuparea Basarabiei de către URSS, a fost persecutat datorită convingerilor sale antisovietice. A fost ucis de către o bombă aruncată de aviația germană la 6 iulie 1941 (11 Tamuz 5701) cu ocazia pogromului antievreiesc din Chișinău, atunci când armatele germane și române au intrat în Basarabia (alte surse susțin că Tsirelson a condus o delegație de evrei ce i-a întâmpinat pe soldații români când au reintrat în Chișinău, însă au fost executați, fiind acuzați de colaborare cu sovieticii). Marea sa piatră funerară din cimitirul evreiesc din Chișinău conține câteva suluri ale Torei profanate în urma pogromului antievreiesc din 1903 din Chișinău. 
În anul 1954, a avut loc o acțiune populară pentru a denumi noile străzi din orașul Tel-Aviv (Israel) aflat în continuă extindere, iar la 24 martie 1954 Consiliul Municipal din Tel Aviv a aprobat numirea unei străzi din partea de nord a orașului, unde sunt multe parcuri, după rabinul Rabbi Yehuda Leib Tsirelson, fostul Șef-Rabin al Basarabiei, unul dintre liderii evreimii religioase.
Multe din operele sale au fost publicate postum în Israel și în Statele Unite. Nepotul său este cunoscutul matematician israelian Boris Tsirelson.